# St. Cyriakus (Wiesensteig)

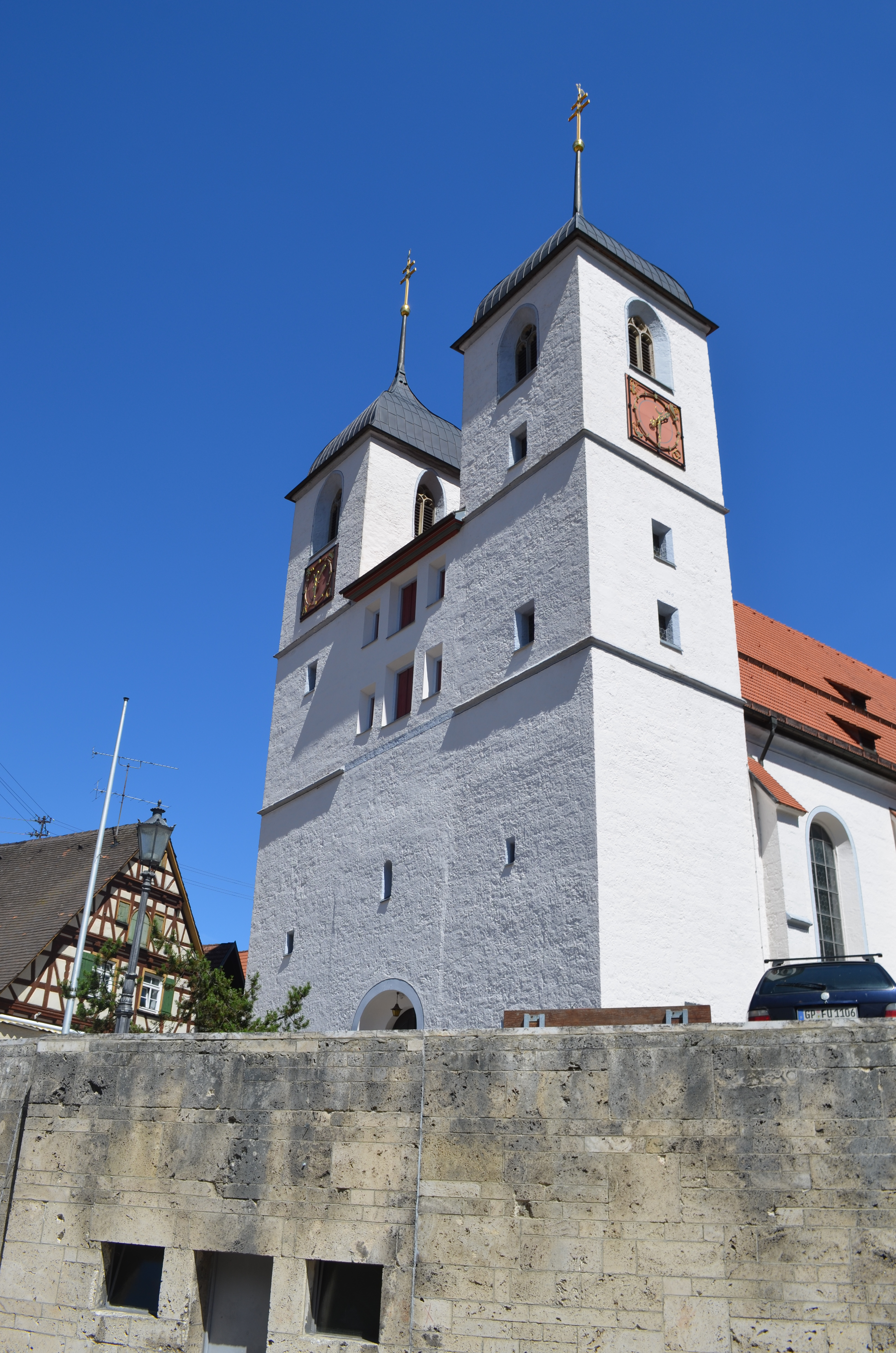
St. Cyriakus in Wiesensteig

St. Cyriakus in Wiesensteig (Landkreis Göppingen, Baden-Württemberg) war seit dem 9. Jahrhundert zunächst Klosterkirche des Benediktinerklosters Wiesensteig und nach dessen Umwandlung bis 1803 Stiftskirche des Kollegiatstifts Wiesensteig. Heute ist sie römisch-katholische Pfarrkirche in der Diözese Rottenburg-Stuttgart (Dekanat Göppingen-Geislingen).
Aus der Ausstattung ragen die Werke des gebürtigen Wiesensteigers Johann Baptist Straub heraus.

## Baugeschichte
Von einer romanischen Krypta sind Reste erhalten. Vom gotischen Neubau zeugen die beiden Westtürme sowie die Außenmauern. Der Chor entstand 1719, das Schiff wurde von 1775 bis 1780 umgebaut. Anfang der 2020er Jahre wurde die Kirche umfassend – Dach, Chorbereich, Außenfassade – renoviert. 

## Architektur
Die ehemalige Stiftskirche St. Cyriakus in Wiesensteig ist eine querhauslose Saalkirche mit stark eingezogenem Chor. Der in Weiß und Gold gehaltene, frühklassizistische Innenraum wird von korinthischen Pilastern geordnet. Das Gebälk wird von großen Rundbogenfenstern unterbrochen. Eine zweigeschossige Empore nimmt oben die Orgel auf. Die von Stichkappen durchbrochene Hohlkehle leitet zur Flachdecke über. Ansonsten regiert im Innenraum im Sinne des Klassizismus der rechte Winkel, was sowohl für die Raumecken gilt als auch für den Anschluss der Decke an den Choreinzug. Ein rechteckiges Fresko fasst die beiden mittleren der insgesamt vier Joche zusammen. Übereinander gelegte Gurtbögen gliedern die Decke. Den barocken Chor deckt eine Stichkappentonne. Vor den Pilastern stehen auf Konsolen Statuen von Heiligen. Die Chorfenster haben kleine Verdachungen. 

## Ausstattung

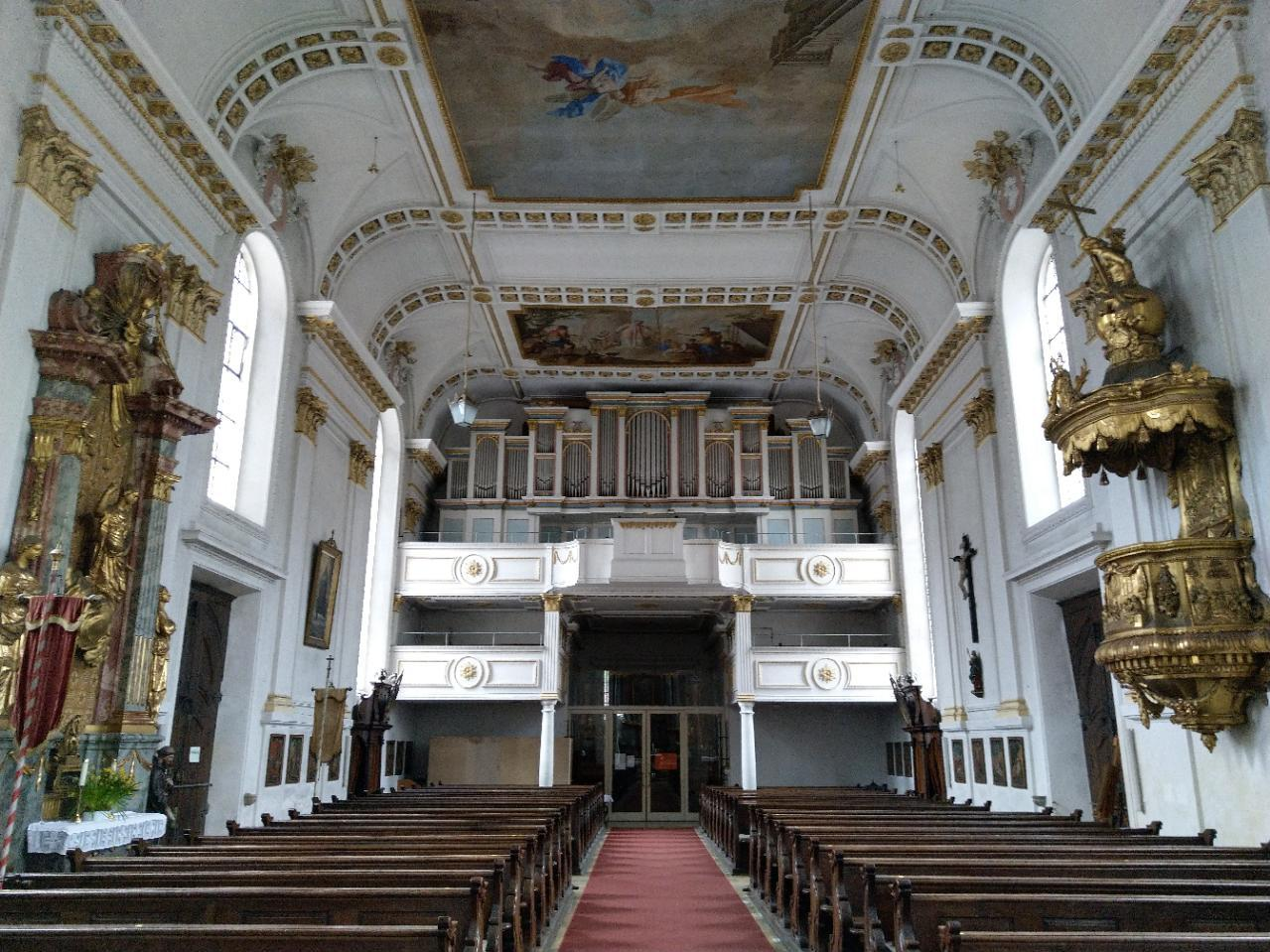
Innenraum, Blick zur Orgel

Das den Kirchenpatron huldigende Deckengemälde im Schiff, die Hinrichtung des Heiligen Cyriakus, schuf Johann Joseph Anton Huber (ca. 1778). Das Deckengemälde im Chor zeigt die Maria Immaculata des aus Ellwangen stammenden Künstlers Melchior Paulus. Der Hochaltar ist ebenfalls ein Werk von Paulus (1719). Der Hochaltar erhebt sich auf hohem Sockel, sechs korinthische Säulen tragen das Gebälk. Auf den Giebelschrägen knien Anbetungsengel. Im Auszug erscheint in einer von Wolken umgebenen Gloriole das flammende Herz Jesu. Die Darstellung der Heiligen Dreifaltigkeit bekrönt den Altar. Das ursprüngliche Altarblatt, Mariä Verkündigung, ging 1945 verloren. Das heutige Altargemälde zeigt den Kreuztod Jesu. Unterhalb des Altartisches ruhen die aus Salzburg transferierten Gebeine der Heiligen Sabina. Die Statuen im Chor stellen links die Evangelisten dar, rechts die lateinischen Kirchenväter, alle geschaffen von Melchior Paulus.
Arbeiten des aus Wiesensteig gebürtigen Johann Baptist Straub sind der Heilige Nepomuk im Josefsaltar (datiert 1739) sowie das im Chorbogen aufgehängte Kruzifix (ca. 1775). Erwähnenswert ist die spätgotische sogenannte Dotzburger Muttergottes vor dem nördlichen Seitenaltar. Sie stammt aus der Ulmer Werkstatt von Jörg Syrlin (ca. 1490). Das Chorgestühl stammt von 1670. Die Kanzel entstand vermutlich nach Entwürfen von Straub. Die Orgel wurde 1850 von Orgelbau Friedrich Weigle als Opus 9 erbaut sowie 1935 als Opus 723 umgebaut und erweitert. Eine Restaurierung erfolgte 1993 durch Orgelbau Mühleisen. Das Werk hat 25 Register auf zwei Manualen und Pedal.